# Casbas de Jaca
Pour les articles homonymes, voir Casbas et Jaca (homonymie).
Casbas de Jaca ou Casbas est un village de la province de Huesca, situé à environ cinq kilomètres au sud du village de Biescas, auquel il est rattaché administrativement, dans la Tierra de Biescas. Il a compté jusqu'à 60 habitants en 1900 mais est aujourd'hui inhabité. Le village se trouve à environ 700 mètres de Susín, également inhabité, et à moins de deux kilomètres au sud-est d'Oliván, le plus proche village habité. L'église du village, dédiée à l'apôtre Jacques, a été construite aux XVIIe et XVIIIe siècles.